# Parque nacional de Parsa
El parque nacional de Parsa es una antigua reserva natural convertida en parque nacional en 2017, en la región de Terai, en el llamado Terai interior, con 627,39 km² de extensión.
Consiste en una serie de valles alargados en las montañas bajas del sur de Nepal, en la ecorregión pradera y sabana de Terai-Duar. Es adyacente al Parque nacional de Royal Chitwan, al oeste y, junto con el Parque nacional Valmiki, al otro lado de la frontera, en la India, y zonas adyacentes, forman una zona protegida conocida como Unidad de conservación de tigres (Tiger Conservation Unit o TCU), La unidad Chitwan-Parsa-Valmiki cubre un área de 3549 km² de praderas aluviales y bosque caduco neblinoso subtropical.

## Vegetación
La vegetación típica es el bosque tropical y subtropical con predominio en un 90 por ciento de Shorea robusta o sal, un árbol de crecimiento lento o medio que puede alcanzar 35 m de altura. El pino chir crece en las montañas de Siwalik, y la acacia catechu, el sisu y la ceiba común crecen a lo largo de los ríos. En conjunto hay unas 919 especies vegetales. El clima es monzónico subtropical.

## Mamíferos
Entre los mamíferos, hay un centenar de gaúres, una especie de búfalo conocido como seladang o bisonte de la India, y una veintena de tigres de bengala. También hay elefante asiático, oso bezudo, leopardo, nilgó o toro azul, ciervo, hiena rayada, gato de la jungla, civeta, macaco Rhesus, etc.